# Siriusgatan

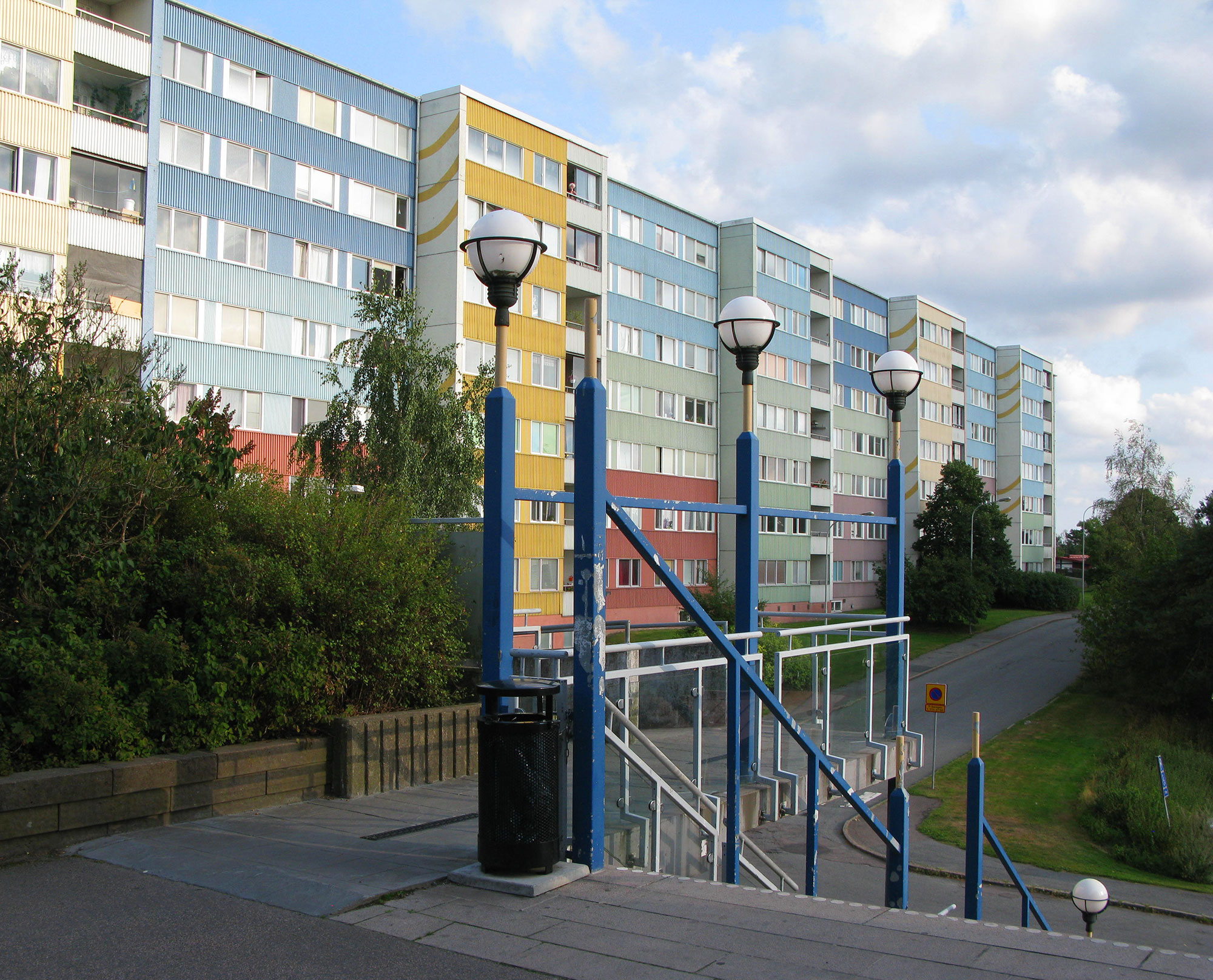
Siriusgatan

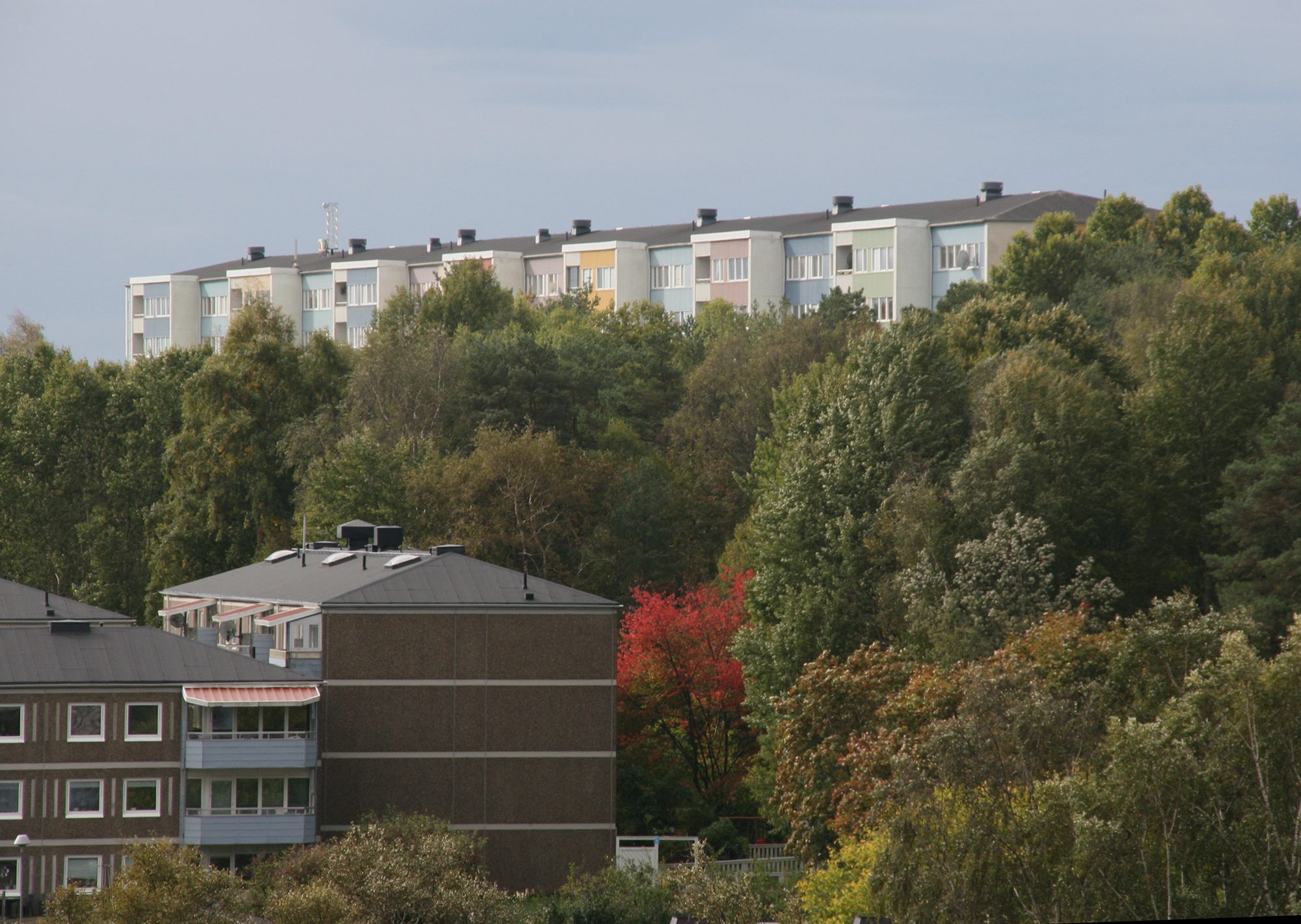
Hus vid Siriusgatan (överst) och Kvadrantgatan (nederst) sedda från Teleskopgatan.

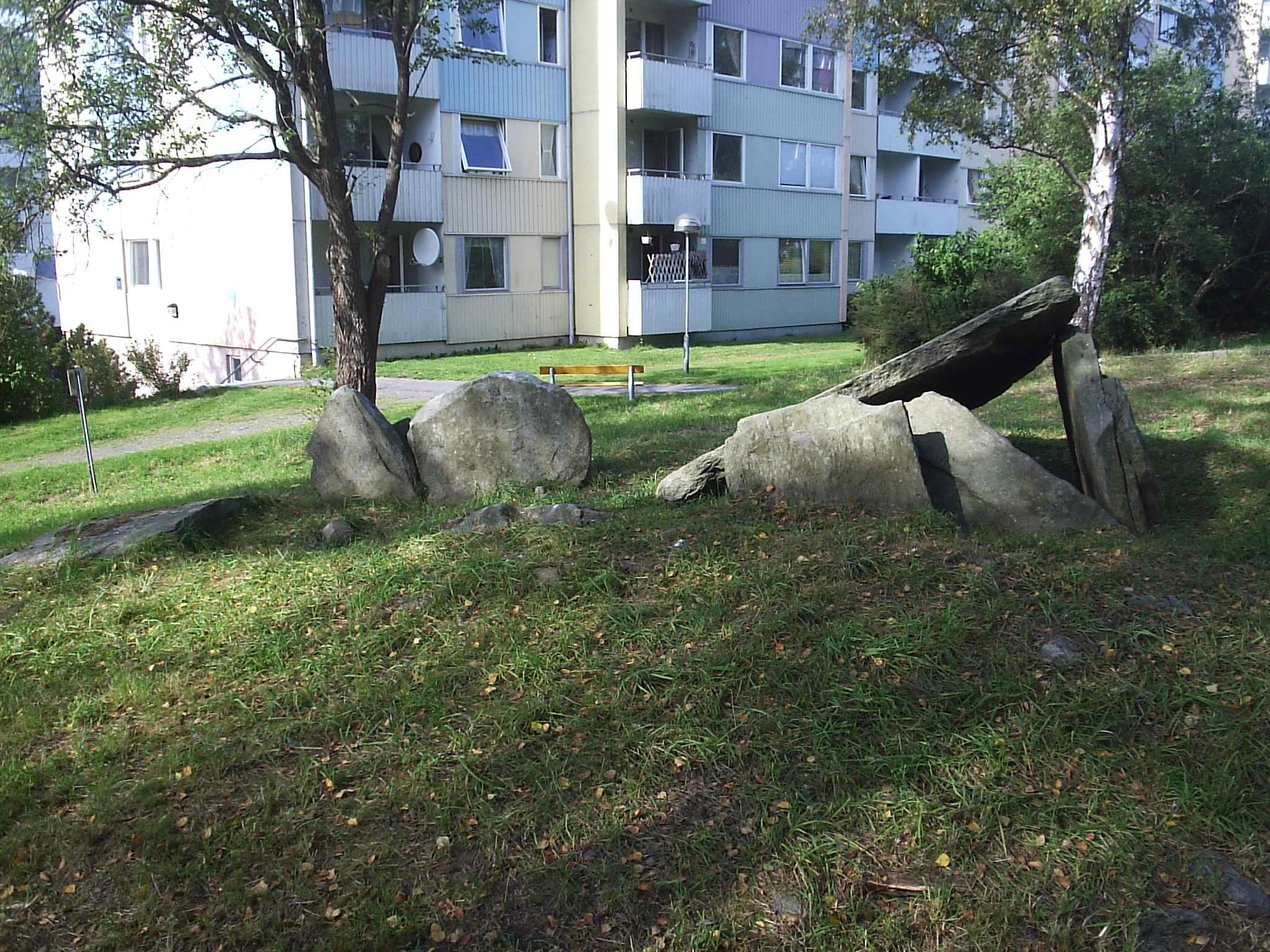
Hällkista bland husen på Siriusgatan.

Siriusgatan är ett bostadsområde i västra Bergsjön, Göteborg som består av sju rader med skivhus. De utgör ett landmärke vid infarten till Bergsjön från Kortedala, där de ligger uppradade på en höjd. Det höga läget gör att man från vissa lägenheter kan se ända till Vinga. Gatan är Göteborgs folkrikaste och hade 3 199 boende år 2021.
Husen ritades ursprungligen av Johan Tuvert och Lund & Valentin arkitekter och från början var fasaderna grå och gula. Vid en omfattande upprustning 1992 i ekologisk anda lät fastighetsägaren, allmännyttiga Familjebostäder i Göteborg, antroposofen Fritz Fuchs färgsätta dem i olika ljusa kulörer. Familjebostäder kallar området för Gärdsås.

## Historia
I området runt Siriusgatan finns flera spår efter människor som levt där, från stenåldern fram till idag. De äldsta lämningarna är efter de människor som levde här så långt tillbaka som under stenåldern för 4000 år sedan. På Siriusgatan finns en hällkista, en stenkammargrav från senneolitikum. När Siriusgatan byggdes på 1960-talet genomfördes arkeologiska undersökningar av flera gravar och det finns även uppgifter om flera andra gravar i området.

### Stenåldern
Norr om fotbollsplanen vid Siriusgatan 66-70 finns en stenkammargrav. Den här gravkonstruktionen kallas för en hällkista vilket betyder att det är stående stenhällar täckta av andra hällar. Hällkistorna innehåller oftast en eller flera begravningar. Människorna begravdes hela, och kremerades inte. Hällkistorna hör hemma i senare delen av stenåldern och äldre bronsålder. Hällkistan på Siriusgatan ligger på en höjd och när den byggdes fanns det också en sjö nedanför som idag kallas Gärdsås mosse då marken fortfarande är sank. Vanliga gravgåvor i hällkistor är keramikkärl, flintknivar eller dolkar, bärnstenspärlor, lerkulor eller skifferhängen. Hällkistan på Siriusgatan har aldrig blivit utgrävd och varken fynd eller mänskliga kvarlevor har hittats. Göteborgs universitet har i flera år arbetat med ett projekt för att levandegöra platsen för att invånarna ska bruka och intressera sig för "sin" fornlämning.

### Bronsålder och vikingatid
I området kring Siriusgatan finns spår efter människor som bott i Bergsjön även under de århundraden och årtusenden som kommer efter att hällkistan byggdes. Många av lämningarna är numera borta på grund av de stora byggena som gjordes under 1960-70-tal medan andra försvann redan innan. Det finns tidigare uppgifter om ett röse som ska ha legat mellan Siriusgatan 22 och 24. Det finns även dokumentation om att det funnits så kallade domarringar och stensättningar på ett gravfält cirka 150 meter ost om Siriusgatan 96.

## Gatunamnet
Gatan fick sitt namn år 1968, som ett gruppnamn – rymd och universum. I början av 1900-talet hade en gata i stadsdelen Lundbyvassen namnet Siriusgatan. Den är sedan länge borta.

## Galleri

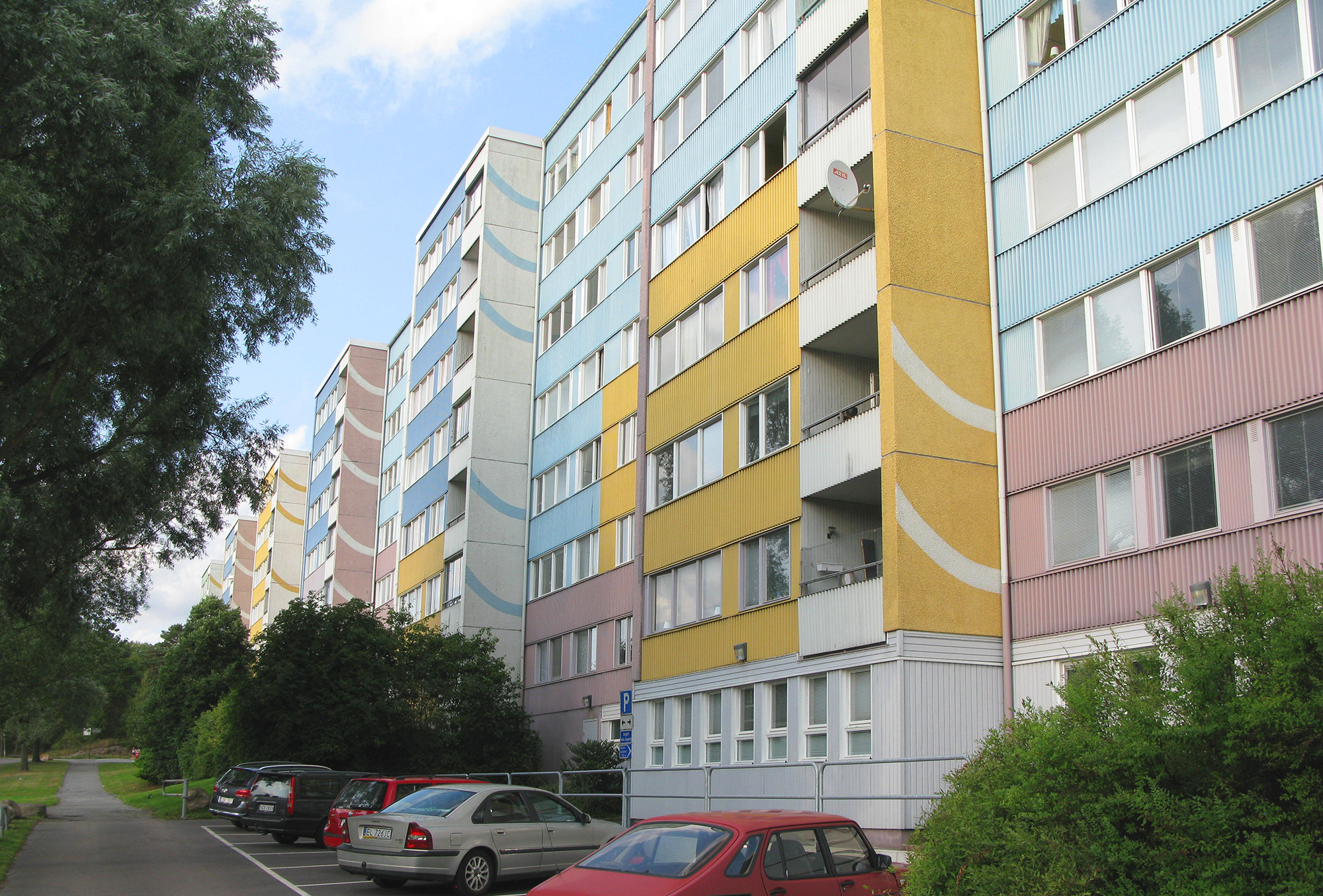
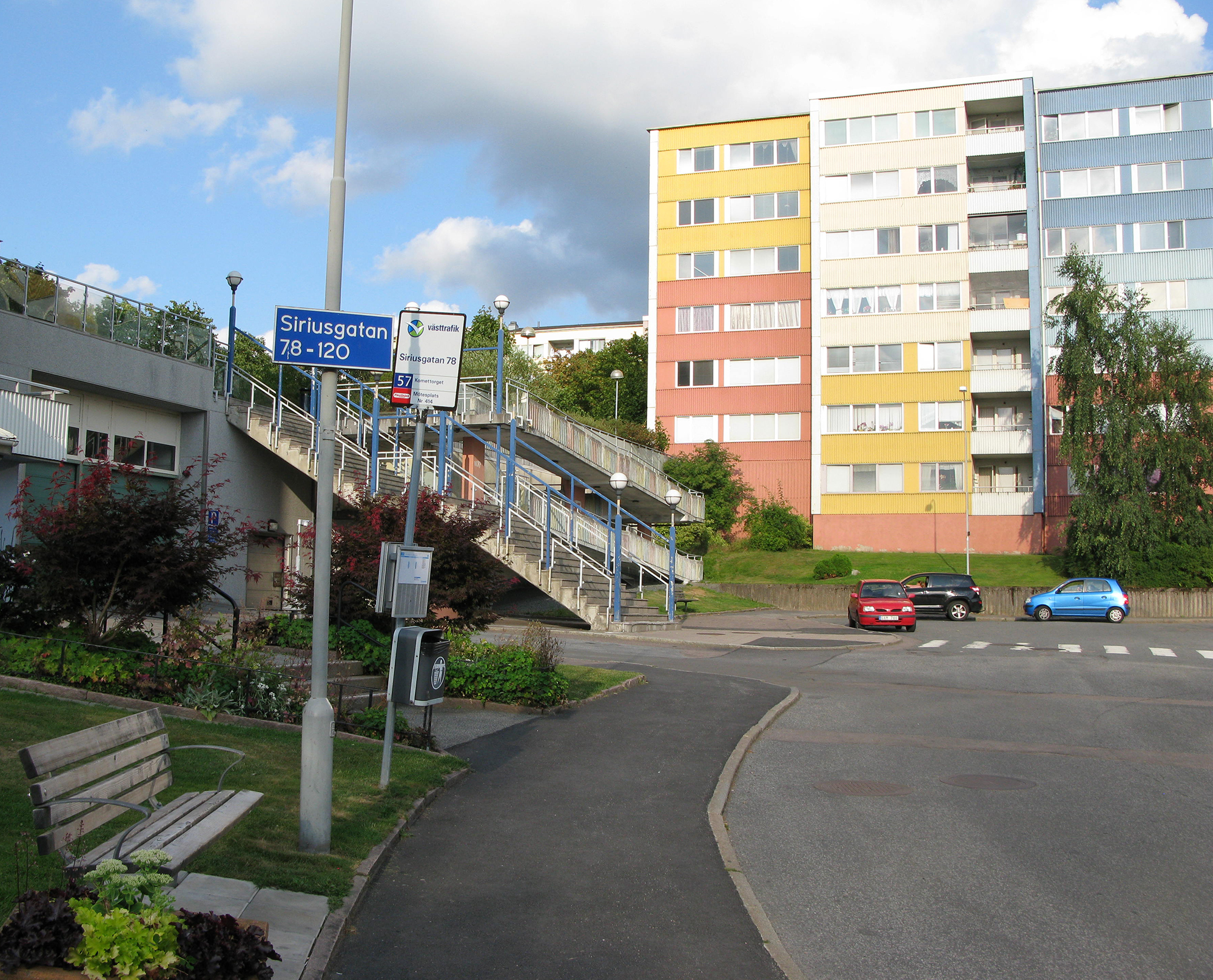
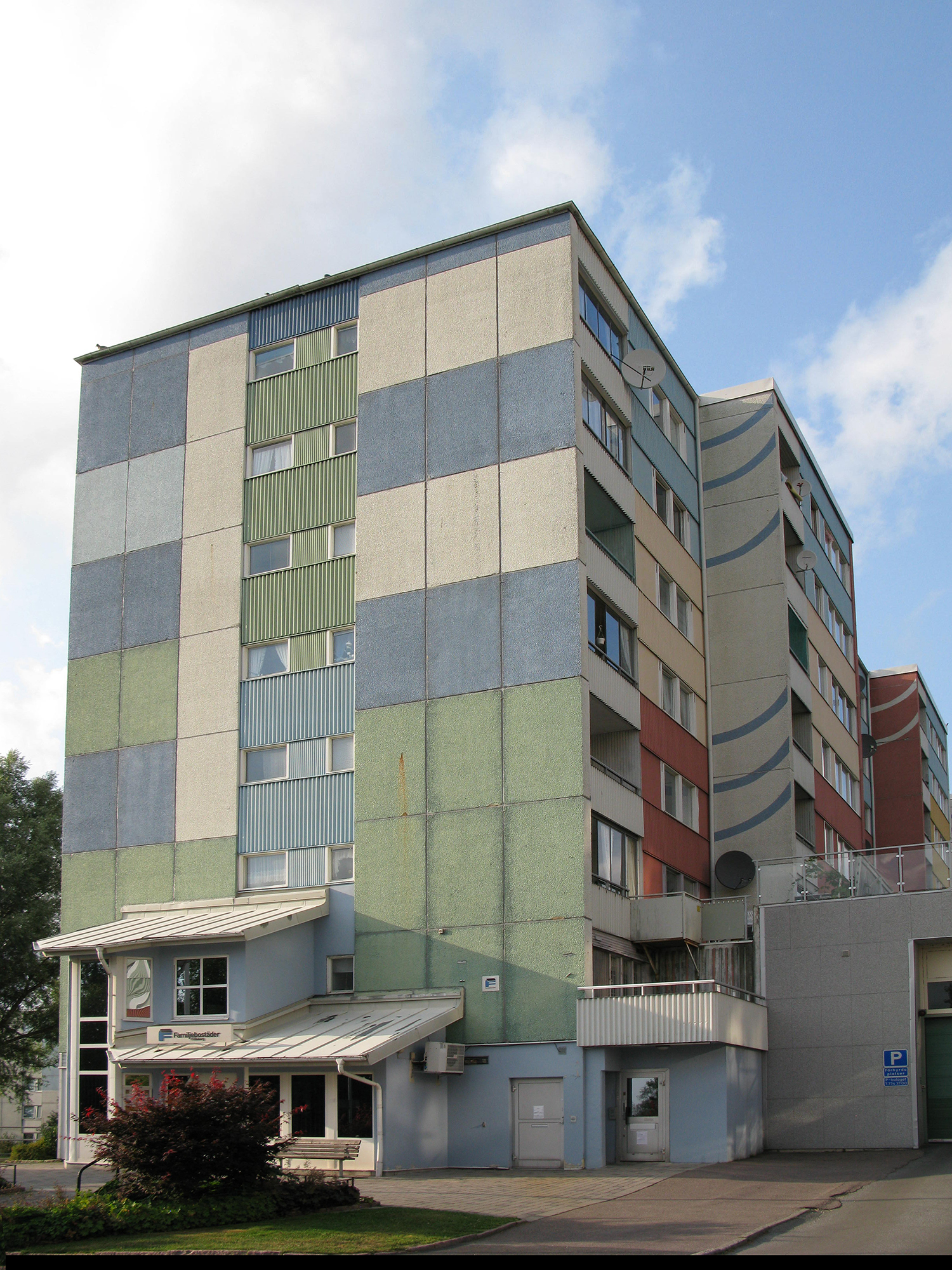